# Listă de filme noir din anii 1970
Aceasta este o listă de filme neo-noir din anii 1970:

## Anii 1970
- The Honeymoon Killers (1970)
- A Clockwork Orange (1971)
- Chandler (1971)
- Dirty Harry (1971)
- The French Connection (1971)
- Klute (1971)
- The Last Run (1971)
- Road to Salina (1971)
- Shaft (1971)
- The Godfather (1972)
- Across 110th Street (1972)
- The Getaway (1972)
- Hickey & Boggs (1972)
- The Mechanic (1972)
- Charley Varrick (1973)
- The Friends of Eddie Coyle (1973)
- The Long Goodbye (1973)
- Mean Streets (1973)
- The Outfit (1973)
- Serpico (1973)
- Shamus (1973)
- Black Eye (1974)
- Peeper (1974)
- Chinatown (1974)
- Mr. Majestyk (1974)
- Thieves Like Us (1974)
- Dog Day Afternoon (1975)
- The Drowning Pool (1975)
- Farewell, My Lovely (1975)
- The French Connection II (1975)
- Hustle (1975)
- The Nickel Ride (1975)
- Night Moves (1975)
- The Killing of a Chinese Bookie (1976)
- Obsession (1976)
- Taxi Driver (1976)
- Sorcerer (1977)
- The Late Show (1977)
- The Big Sleep (1978)
- Capricorn One (1978)
- The Driver (1978)
- Who'll Stop the Rain (1978)
- Hardcore (sau The Hardcore Life) (1979)
- Last Embrace (1979)
- The Onion Field (1979)

## Noir–science fiction
- The Groundstar Conspiracy (1972)
- Soylent Green (1973)
- Invazia jefuitorilor de trupuri (1978)